# Pat Carney
Pour les articles homonymes, voir Carney.
Patricia (Pat) Carney, née le 26 mai 1935 à Shanghai en Chine et morte le 25 juillet 2023 à Vancouver (Colombie-Britannique), est une sénatrice canadienne et ancienne ministre de cabinet.

## Biographie
Pat Carney brigue un siège à la Chambre des communes du Canada sous la bannière progressiste-conservatrice pour la première fois lors de l'élection de 1979, et est défaite. Elle est élue lors des élections de 1980 dans la circonscription de Vancouver Centre.
Lorsque les tories forment le gouvernement sous le premier ministre Brian Mulroney après les élections de 1984, elle est nommée ministre de l'Énergie, des mines et ressources, et est responsable du démantèlement de l'impopulaire programme énergétique national du gouvernement précédent.
En 1986, elle est nommée ministre du Commerce international et est impliquée dans la négociation de l'Accord de libre-échange canado-américain.
Elle ne se représente pas aux élections de 1988. En 1990, elle est nommée au Sénat du Canada. Militante pro-choix, elle vote contre la loi sur l'avortement proposée par sa successeure dans Vancouver Centre, Kim Campbell. La loi est rejetée au Sénat par seulement une voix.
Récemment, elle a déclaré que la province de la Colombie-Britannique pourrait être avantagée en se séparant du Canada.
Elle devient une sénatrice pour le Parti conservateur en 2004 à la suite de la fusion de l'Alliance canadienne et du Parti progressiste-conservateur.

## Archives
Il y a des fonds Patricia Carney à Bibliothèque et Archives Canada et l'Université de la Colombie-Britannique. 